# Indywidualne mistrzostwa Holandii na żużlu
Indywidualne mistrzostwa Holandii w sporcie żużlowym – rozgrywany corocznie cykl turniejów wyłaniających mistrza Holandii.
Początki rozgrywania mistrzostw sięgają 1938 roku, w którym wyłoniono mistrzów kraju w kategoriach 350 cm³ oraz 500 cm³. Kolejne mistrzostwa, już bez podziału na klasy, rozegrane zostały w 1948 roku.
Do najbardziej utytułowanych holenderskich żużlowców należą: Henny Kroeze, dziesięciokrotny mistrz kraju w latach 1972, 1974–1975, 1978–1980 i 1982–1986, Jannick de Jong 6-krotny mistrz w latach 2004, 2006–2009 i 2011, Henk Steman młodszy, czterokrotny  mistrz kraju w latach 1976, 1981 i 1987–1988. Po trzy złote medale wywalczyli Henk Steman starszy w latach 1948, 1951 i 1953 oraz Niemiec Ralf Strack w latach 1996, 2000 i 2003, natomiast dwukrotnie mistrzostwo kraju udało się zdobyć Theiowi Bisschopsowi, Rene Elzindze, Robowi Stemanowi, Henkowi Bosowi i Henry'emu van der Steenowi.

## Medaliści
| 3 rundy         |
| --------------- |
| Veenoord Geleen |

| 3 rundy         |
| --------------- |
| Geleen Nijmegen |

| 3 rundy                     |
| --------------------------- |
| Rijswijk Veenoord Amsterdam |

| 2 rundy   |
| --------- |
| Amsterdam |

| 5 rund                                         |
| ---------------------------------------------- |
| Veenoord Amsterdam Genk Heusden-Zolder Blijham |

| 3 rundy                    |
| -------------------------- |
| Veenoord Amsterdam Blijham |

| 5 rund                                             |
| -------------------------------------------------- |
| Blijham Amsterdam Veenoord Heusden-Zolder Veenoord |

| 4 rundy                    |
| -------------------------- |
| Veenoord Amsterdam Blijham |

| 5 rund                                    |
| ----------------------------------------- |
| Veenoord Blijham Amsterdam Genk Amsterdam |

| 6 rund                                    |
| ----------------------------------------- |
| Amsterdam Veenoord Genk Blijham Amsterdam |

| 6 rund                                         |
| ---------------------------------------------- |
| Amsterdam Veenoord Genk Amsterdam Genk Blijham |

| 5 rund                     |
| -------------------------- |
| Amsterdam Blijham Veenoord |

| 5 rund                     |
| -------------------------- |
| Amsterdam Veenoord Blijham |

| 4 rundy                              |
| ------------------------------------ |
| Amsterdam Blijham Amsterdam Veenoord |

| 5 rund                                              |
| --------------------------------------------------- |
| Amsterdam Blijham Moorwinkelsdam Veenoord Amsterdam |

| 4 rundy                                 |
| --------------------------------------- |
| Blijham Veenoord Moorwinkelsdam Blijham |

| 4 rundy                                   |
| ----------------------------------------- |
| Amsterdam Veenoord Moorwinkelsdam Blijham |

| 5 rund                                            |
| ------------------------------------------------- |
| Blijham Moorwinkelsdam Veenoord Amsterdam Blijham |

| 4 rundy                             |
| ----------------------------------- |
| Amsterdam Blijham Amsterdam Blijham |

| 6 rund                                               |
| ---------------------------------------------------- |
| Veenoord Moorwinkelsdam Neuenknick Amsterdam Blijham |

| 4 rundy                                   |
| ----------------------------------------- |
| Amsterdam Veenoord Moorwinkelsdam Blijham |

| 6 rund                                                          |
| --------------------------------------------------------------- |
| Vledderveen Blijham Veenoord Vledderveen Moorwinkelsdam Blijham |

| 6 rund                                                          |
| --------------------------------------------------------------- |
| Stadskanaal Blijham Veenoord Stadskanaal Moorwinkelsdam Blijham |

| 8 rund                                                                          |
| ------------------------------------------------------------------------------- |
| Dohren Stadskanaal Lelystad Blijham Veenoord Moorwinkelsdam Stadskanaal Blijham |

| 8 rund                                                                            |
| --------------------------------------------------------------------------------- |
| Stadskanaal Blijham Veenoord Moorwinkelsdam Lelystad Stadskanaal Blijham Lelystad |

| 5 rund                                                     |
| ---------------------------------------------------------- |
| Moorwinkelsdam Lelystad Stadskanaal Moorwinkelsdam Blijham |

| 5 rund                              |
| ----------------------------------- |
| Moorwinkelsdam Vledderveen Lelystad |

| 6 rund                                                                     |
| -------------------------------------------------------------------------- |
| Moorwinkelsdam Heusden-Zolder Vledderveen Lelystad Moorwinkelsdam Lelystad |

| 4 rundy                                   |
| ----------------------------------------- |
| Moorwinkelsdam Lelystad Veenoord Lelystad |

| 3 rundy          |
| ---------------- |
| Blijham Lelystad |

| 3 rundy                   |
| ------------------------- |
| Lelystad Blijham Lelystad |

| 2 rundy                 |
| ----------------------- |
| Veenoord Heusden-Zolder |

| 2 rundy                 |
| ----------------------- |
| Heusden-Zolder Veenoord |